# Heinrich Schmidt
Heinrich Schmidt (Kirchenlamitz, 30 de abril de 1861 – Bayreuth, 23 de mayo de 1923) fue un compositor y musicólogo alemán.
Estudió en la Escuela Real de Música de Múnich, y por espacio de muchos años fue profesor del Seminario de Institutores de Bayreuth. Compuso un concierto para órgano e instrumentos de arco; lieder y coros; música para espectáculos populares, así como una serie de transcripciones con el título de Streichorchester für Mittelschulen; John Mattheson, ein Förderer der deutschen Tonkunst, im Lichte seiner Werke (1897); Die Orgel unserer Zeit in Wort und Bild (1904); Der Männerchor auf natürlicher Grundlage (1913); Der gemischte Chor auf natürlicher Grundlage (1920); Richard Wagner en Bayreuth.